# Slaget ved Benfleet
Slaget ved The Benfleet var et slag, der foregik i 894 imellem vikinger og angelsaksere under ledelse af Edvard den Ældre og Æthelred, Lord of the Mercians, hhv. søn og svigersøn af Alfred den Store. Slaget var en del af et krigstogt igangsat af vikingerne i 892, hvor de plyndrede og forsøgte at besætte landområder i England, der var blevet slået af frankiske hære. En del af togtet blev støttet af vikingerne, der havde bosat sig i England under en tidligere invasion i 865.
Slaget endte med en sejre til angelsakserne, som formåede at tage et antal kvinder og børn til fange, samt at ødelægge eller overtage vikingernes skibe.
Efter nederlaget fortsatte vikingerne med at plyndre i England indtil hæren gik i opløsning i 895 efter at de var blevet tvunget til at opgive en række lejre. Resten af Alfreds regeringstid var fredfyldt, og han blev efterfulgt af Edvard som konge af Wessex i 899. Med tiden blev Edvard også hersker over Mercia og forenede de to kongeriger.